# ليمان بيتشر راي
ليمان بيتشر راي هو سياسي أمريكي، ولد في 17 أغسطس 1831 في هينسبورغ في الولايات المتحدة، وتوفي في 22 أغسطس 1916 في جوليت في الولايات المتحدة. نشط حزبياً في الحزب الجمهوري. وقد انتخب نائب حاكم إلينوي ‏ (14 يناير 1889 – 10 يناير 1893) وانتخب عضو مجلس نواب إلينوي ‏.